# دار الكتاب المقدس البريطانية والأجنبية

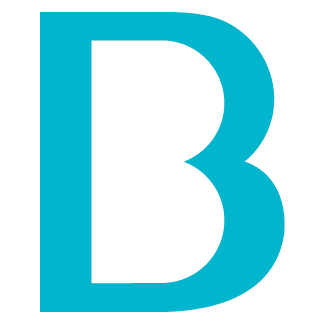
شعار دار الكتاب المقدس البريطانية والأجنبية

دار الكتاب المقدس البريطانية والأجنبية والمعروفة في كثير من الأحيان في إنجلترا وويلز وببساطة ب«دار الكتاب المقدس» هي جمعية خيرية مسيحية غير طائفية لطبع ونشر الكتاب المقدس وتهدف إلى جعل الكتاب المقدس متاحًا في جميع أنحاء العالم.
تشكلت دار الكتاب المقدس البريطانية في 7 مارس 1804 من قبل مجموعة من الناس بما في ذلك ويليام ويلبرفورس وتوماس تشارلز.

## وصلات خارجية
- موقع دور الكتاب المقدس المتحدة
- الموقع الرسمي لدار الكتاب المقدس البريطانية